# Semovente da 75/18
De Semovente da 75/18 was een Italiaans mobiel geschut uit de Tweede Wereldoorlog. Het voertuig was multifunctioneel en wordt beschouwd als een van de beste Italiaanse pantservoertuigen uit de Tweede Wereldoorlog. Het voertuig was geïnspireerd door de Duitse StuG III Ausf. B. Het eerste prototype werd gebouwd in 1941. Na de Italiaanse capitulatie werden veel voertuigen overgenomen door de Duitse troepen. Bij deze eenheden bleven ze in dienst tot het einde van de oorlog. 

## Voorgeschiedenis
Toen het Duitse leger in 1940 Frankrijk binnenviel, viel het de Italianen op hoe succesvol de StuG III Ausf. B zijn rol vervulde. Een van die Italianen was Sergio Berlese, een kolonel van de eenheid 'Regio Esercito'. Berlese had al naam gemaakt door zijn Obice da 75/18 mod.34. Als basis nam hij het reeds bestaande chassis van de medium tank M13/40. Het eerste prototype werd gebouwd door FIAT en was op 10 februari 1941 gereed. Het voertuig onderging tests en deze bleken zeer succesvol. Er werden in totaal 60 voertuigen besteld. In principe moesten ze rond midden 1941 geleverd worden, maar dit was niet haalbaar in de korte tijd van vijf tot zes maanden. De voertuigen werden in dezelfde fabrieken geproduceerd als de M13/40 tanks. Het hoofddoel van de Semovente zou zijn om bunkers en machinegeweernesten aan te vallen.

## Beschrijving
De naam 75/18 is afgeleid van het Ansaldo L/18 kanon. Dit betekende dat het kaliber 75 mm was en de lengte 18 kalibers. In plaats van een koepel had dit pantservoertuig een kazemat, welke op het chassis was geklonken. Dit was zwakker dan lassen, terwijl dat indertijd al veel gebeurde. In de kazemat was genoeg ruimte voor de kleine bemanning om hun taken op een normale manier uit te voeren. Door de kleine bemanning van drie hadden ze meer taken per persoon. Zo moest de commandant ook nog eens het kanon richten en vuren. De bemanning had als secundaire bewapening de beschikking over kleine handwapens of een 6,5mm Breda machinegeweer. In principe kon deze naast het dakluik gemonteerd worden, maar in werkelijkheid kwam dat vrijwel nooit voor. Het gemis van een coaxiale mitrailleur was minder positief. De radio was van het type RF1 CA welke ook een intercomsysteem had en deze werd bediend door de lader. De richt- en gezichtsveldapparatuur bevond zich aan de rechterzijde van het voertuig.
Het kanon was geplaatst in een halfbolle kanonmantel welke een draaiing kon bereiken van 40 graden en een elevatie van -12/+22 graden. Het kanon was een relatief modern ontwerp en had een mondingsrem met kleine mondingsgaten. De totale munitie bestond uit 44 granaten, wat tijdens de gevechten te weinig bleek te zijn. Het kanon was bedoeld voor ondersteuning van de infanterie en daarom lag de mondingssnelheid laag met 450 meter per seconde. Door de beperkte elevatie van 22 graden had het kanon slechts een bereik van 7-7,5 km. Het kanon had zonder die beperking een bereik van 9,5 km bij een elevatie van 45 graden. Het bereik was in verhouding met de Britse Sexton, de Amerikaanse M7 Priest of de Duitse Wespe ondermaats.
De Fiat SPA 8T V8 dieselmotor leverde 125 pk en daarmee was de 75/18 niet uitermate snel. Van de M13/40 versie werden in totaal zestig stuks gebouwd.

## Model M14/41
In eerste instantie werd het M13/40 chassis gebruikt, maar dit werd veranderd naar het M14/41 chassis. De motor nam in kracht toe met 20 pk tot 145 pk. Daarnaast werden er dubbele pantserplaten gebruikt met een totale dikte van 50mm. Het gebruik van twee pantserplaten was effectiever dan één plaat van 50mm. Ultieme protectie werd echter niet bereikt, omdat het niet was afgeschuind. De 6,5mm Breda, in praktijk vaak afwezig, werd nu vervangen voor een krachtigere 8mm Breda machinegeweer met ongeveer 1100 kogels.
In 1943 werd het chassis van de M15/42 toegepast. Deze was qua specificaties echter vrijwel identiek aan het M14/41 model. Eind 1943 was de productie gepland om te stoppen. Er zouden betere modellen gebouwd gaan worden als de Semovente 75/34, 75/46 en de 105/25. Ook zou daarna zijn opvolger snel op het strijdtoneel verschijnen, de P26/40.

## Operationele geschiedenis
Officieel was de 75/18 ontworpen als mobiele artillerie en werd daarom ook in divisies ingedeeld. De structuur van deze divisies bestond uit twee artilleriegroepen voor elke pantserdivisie. Een groep bestond uit twee batterijen van elk vier stuks en een commandovoertuig. De eerste levering was net genoeg om drie divisies te voorzien. 
De eenheden welke uitgerust waren met de 75/18 zagen voor het eerst actie in Libië aan het begin van 1942. Ook bij El Alamein presteerde het voertuig goed. Een erg positief punt was de diversiteit van de Semovente. Ondanks het beperkte bereik bleek het kanon effectief te zijn met indirect vuur. Ook in direct vuur kon de Semovente zich goed verweren en de M3 Lee/Grant en M4 Sherman konden zelfs worden uitgeschakeld als er gebruik werd gemaakt van HEAT (High Explosive Anti Tank) granaten. 

## Duits gebruik
Naast de gevechten in Noord-Afrika nam het ook deel in de gevechten in Sicilië en Zuid-Italië. Na de Italiaanse overgave in november 1943 werden er 123 voertuigen in beslag genomen door de Duitsers en 55 stuks werden onder Duits bevel geproduceerd. Veel van deze werden toegevoegd aan het Oostenrijkse 22. SS vrijwillige Cavalerie divisie 'Maria Theresa' en ook aan de Gebirgsdivision, welke vocht in de Balkan en Noord-Italië. Een deel heeft nog dienstgedaan tot het einde van de oorlog.
Zoals alle in beslag genomen voertuigen, kreeg ook de Semovente da 75/18 een andere aanduiding van de nazi's, namelijk StuG M42L 853(i), waarbij de i staat voor Italië.

## Overgebleven exemplaren
- M40, plaatnummer 4445, Aberdeen Proving Ground.
- M40, beschadigde conditie, El Alamein Militair museum.
- M40, of M41, Musée des Blindés in Saumur.
- M41, plaatnummer 4462, gebruikt in het naoorlogse Italiaanse leger, Historisch museum van militaire gemotoriseerde afdelingen, Cecchignola, Rome.
- M41, plaatnummer 5727, gebruikt in het naoorlogse Italiaanse leger, gerestaureerd in 2005 door Oto Melara, nu in hun museum in La Spezia.
- M41, nu in het Scuola truppe corazatte, Caserta.
- M42, nu in het Reggimento Artigliera a Cavallo, Milaan.
- M42, plaatnummer 6173, met een dummykanon, Rocca di Bergamo
- M42 StuG, nummer 114, in de buurt van Rimni opgegraven en gerestaureerd in 2000, staat nu in het Museo dell'Aviazione in Rimni sinds 2004.
- Een onbekende versie staat in Nocera Inferiore, Napels.